# Ким Тхэу (борец)
Ким Тхэу (кор. 김태우?, 金泰雨?, род. 7 марта 1962) — южнокорейский борец вольного стиля, чемпион Азии и Азиатских игр, призёр Олимпийских игр 1988 года.

## Биография
Родился в 1962 году. Выступал за клуб Корейской жилищной корпорации, в сборной выступал с 1981 года. В 1984 году принял участие в Олимпийских играх в Лос-Анджелесе, где занял 5-е место. В 1988 году завоевал бронзовую медаль Олимпийских игр в Сеуле. В 1990 году стал чемпионом Азиатских игр. В 1992 году принял участие в Олимпийских играх в Барселоне, где занял 4-е место. В 1994 году вновь стал чемпионом Азиатских игр. В 1995 году выиграл чемпионат Азии. В 1996 году принял участие в Олимпийских играх в Атланте, но занял лишь 17-е место, после чего завершил спортивную карьеру и перешёл на тренерскую работу.
Был главным тренером южнокорейской сборной по борьбе на Олимпийских играх в Мельбурне в 2000 году, и на Азиатских играх в Пусане в 2002 году. Среди учеников — Чан Джэ Сон, Мун Мёнсик.